# Queenie
Queenie ist ein weiblicher Vorname. Er ist vor allem in den Philippinen beliebt.

## Bedeutung
Der englische Name ist eine Verkleinerungsform des Namens Queen.

## Bekannte Namensträgerinnen
- Queenie Allen (1911–2007), englische Badmintonspielerin
- Queenie Kung Ni Ting (* 1997), malaysische Leichtathletin
- Queenie McKenzie (1930–1998), australische Aborigine-Malerin der East Kimberley School
- Queenie Newall (1854–1929), englische Bogenschützin, siehe Sybil Newall
- Queenie Paul (1893–1982), australische Schauspielerin, Sängerin und Tänzerin
- Queenie Smith (1898–1978), US-amerikanische Schauspielerin

## Weiteres
- Queenie, Folge 94 des Radio-Tatort
- Queenie Eye, Lied von Paul McCartney aus dem Jahr 2013
- Queenie (Fernsehserie), britische Fernsehserie (2024)